# Boudin à l'oignon
Le boudin à l'oignon ou boudin de Paris est un boudin noir déjà connu dans la gastronomie médiévale. Si la proportion de ses ingrédients est restée la même, il est préparé et consommé avec moins d'épices.

## Historique
Le boudin à l'oignon, encore appelé boudin de Paris, est constitué d'un tiers de sang, un tiers de gras et un tiers d'oignons cuits. C'est la seule recette de boudin qui emploie des ingrédients à parts égales. Ce boudin n'a conservé que les oignons de sa composition épicée du Moyen Âge.

## Ingrédients
Pour le boudin : sang du cochon, oignons jaunes, sel et poivre.
Pour le bouillon : viande de cochon (joues et gorge du cochon, museau, langue), poireaux, carottes, navets, branche de céleri, oignon piqué de deux clous de girofle, sel, poivre et bouquet garni.

## Préparation
Les éléments sont mis à bouillir pendant deux heures. Les oignons émincés destinés à farcir le boudin sont mis à revenir à petit feu, sans les dorer, avec ou sans addition de lait ou de crème. Puis la viande du pot-au-feu est hachée soit au couteau, soit à la machine à gros trous. Ensuite sont ajoutés le sang et les oignons. Le tout, bien mélangé, est alors introduit dans les boyaux à l'aide d'un entonnoir. Quand les bouts sont noués, le boudin est plongé pendant vingt minutes dans le bouillon à peine frémissant pour qu'il n'éclate pas. Très onctueux, il peut être consommé plus ou moins relevé.

## Accord mets/vin
Le boudin noir aux oignons se marie avec un gamay rouge du vignoble du Bugey, un côtes-du-rhône rouge ou un vin rouge du Val de Loire.